# Țuică
Țuică (czyt. cujka, IPA: ˈt͡sujkə) – nazwa tradycyjnej śliwowicy wyrabianej w Rumunii, o zawartości alkoholu niekiedy sięgającej 65%.

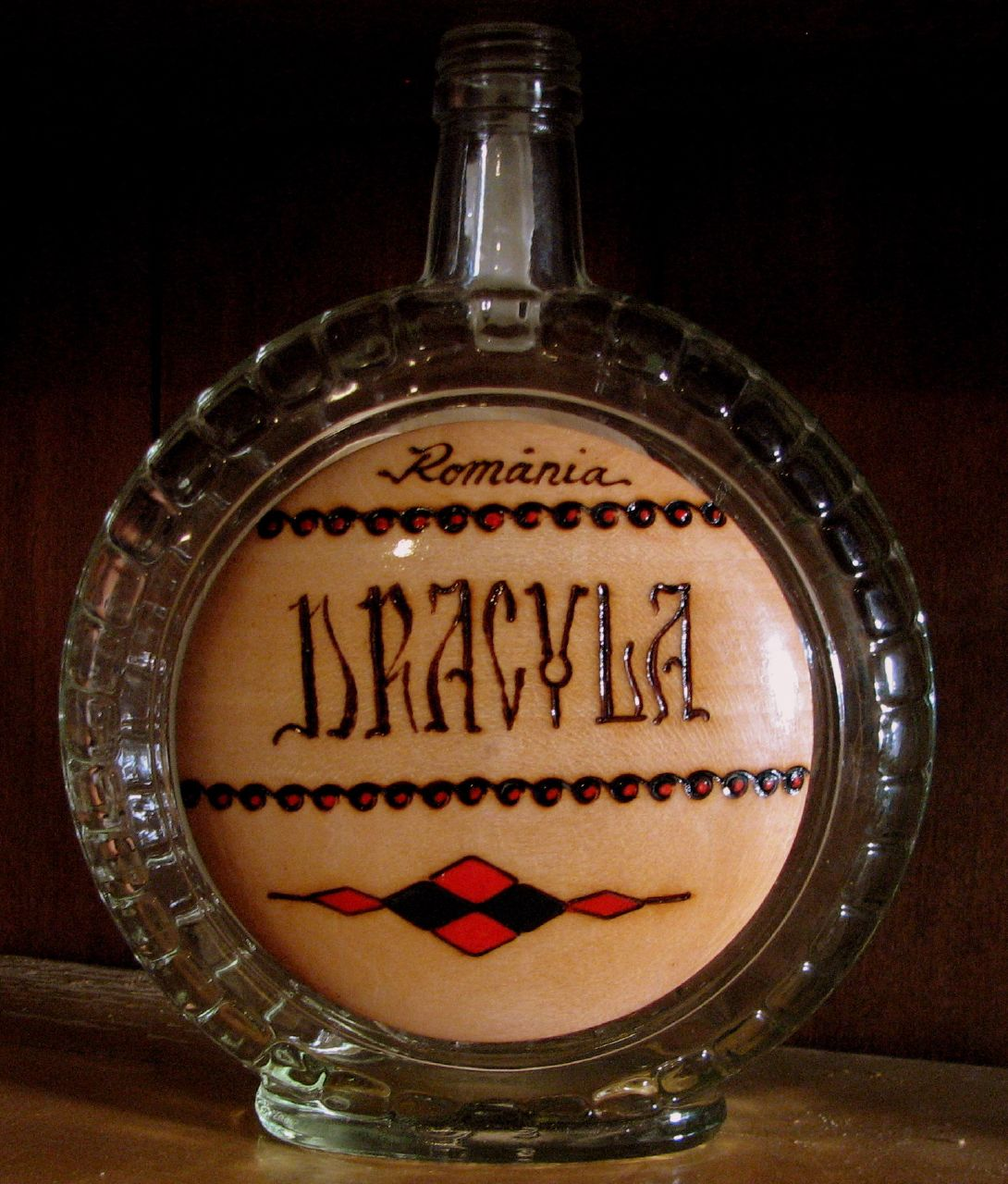
butelka rumuńskiej cujki "Dracula"